# Lagoa Fortaleza
Lagoa Fortaleza é uma lagoa brasileira localizada no estado do Rio Grande do Sul.